# Cardinal érythromèle
Periporphyrus erythromelas
Espèce
Le Cardinal érythromèle (Periporphyrus erythromelas) est une espèce de la famille des Cardinalidae.

## Systématique
Le nom scientifique complet (avec auteur) de ce taxon est Periporphyrus erythromelas (J.F.Gmelin, 1789).
L'espèce a été initialement classée dans le genre Loxia sous le protonyme Loxia erythromelas Gmelin, 1789.
Ce taxon porte en français le nom vernaculaire ou normalisé suivant : Cardinal érythromèle.

## Répartition